# Aneflus sonoranus
Aneflus sonoranus là một loài bọ cánh cứng trong họ Cerambycidae.